# Треугольник Серпинского

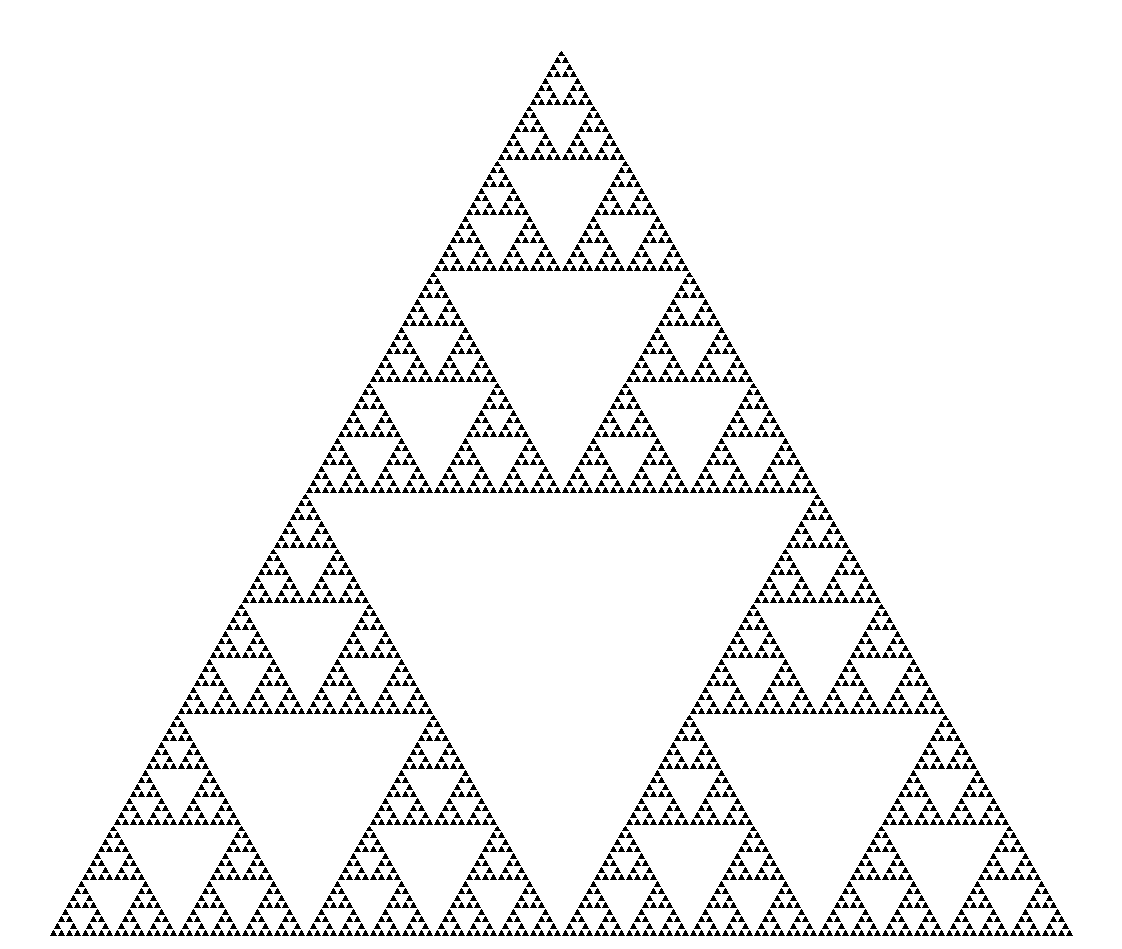
Треугольник Серпинского

Треугольник Серпи́нского — фрактал, один из двумерных аналогов множества Кантора, математическое описание которого опубликовал польский математик Вацлав Серпинский в 1915 году.
Также известен как «салфетка» Серпинского.
На основе треугольника Серпинского могут быть изготовлены многодиапазонные фрактальные антенны.
Образования, похожие на треугольник Серпинского, возникают при эволюции многих конечных автоматов, подобных игре Жизнь.
В 2024 году Международная команда исследователей сообщила об открытии белка цитратсинтазы в цианобактерии Synechococcus elongatus, который самоорганизуется в треугольник Серпинского, это первый известный молекулярный фрактал.

## Построение

### Итеративный метод

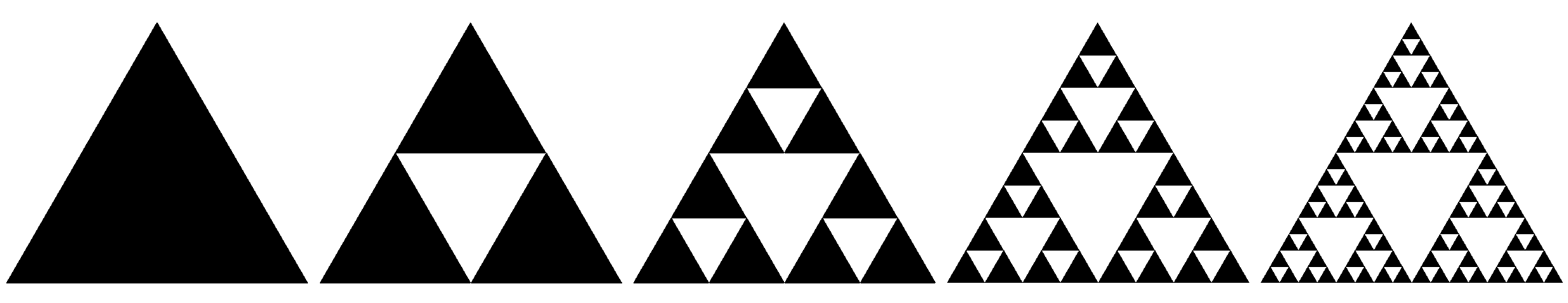
Построение треугольника Серпинского

Середины сторон равностороннего треугольника {\displaystyle T_{0}} соединяются отрезками. Получаются 4 новых треугольника. Из исходного треугольника удаляется внутренность срединного треугольника. Получается множество {\displaystyle T_{1}}, состоящее из 3 оставшихся треугольников «первого ранга». Поступая точно так же с каждым из треугольников первого ранга, получим множество {\displaystyle T_{2}}, состоящее из 9 равносторонних треугольников второго ранга. Продолжая этот процесс бесконечно, получим бесконечную последовательность {\displaystyle T_{0}\supset T_{1}\supset \dots \supset T_{n}\supset \dots }, пересечение членов которой есть треугольник Серпинского.

### Метод хаоса
1. Задаются координаты аттракторов — вершин исходного треугольника {\displaystyle T_{0}}.
2. Вероятностное пространство {\displaystyle (0;1)} разбивается на 3 равных части, каждая из которых соответствует одному аттрактору.
3. Задаётся некоторая произвольная начальная точка {\displaystyle P_{0}}.
4. Начало цикла построения точек, принадлежащих множеству треугольника Серпинского.
1. Генерируется случайное число {\displaystyle n\in (0;1)}.
2. Активным аттрактором становится та вершина, на вероятностное подпространство которой выпало сгенерированное число.
3. Строится точка {\displaystyle P_{i}} с новыми координатами: {\displaystyle x_{i}={\frac {x_{i-1}+x_{A}}{2}};y_{i}={\frac {y_{i-1}+y_{A}}{2}}}, где:
{\displaystyle x_{i-1},y_{i-1}} — координаты предыдущей точки {\displaystyle P_{i-1}}; {\displaystyle x_{A},y_{A}} — координаты активной точки-аттрактора.
5. Возврат к началу цикла.

## Свойства
- Треугольник Серпинского состоит из 3 одинаковых частей, коэффициент подобия 1/2.
- Треугольник Серпинского замкнут.
- Треугольник Серпинского имеет топологическую размерность 1.
- Треугольник Серпинского обладает самоподобием
- Треугольник Серпинского имеет промежуточную (то есть нецелую) Хаусдорфову размерность {\displaystyle =\ln 3/\ln 2\approx 1{,}585}. В частности,
  - треугольник Серпинского имеет нулевую меру Лебега.
- Если в треугольнике Паскаля все нечётные числа окрасить в чёрный цвет, а чётные — в белый, то образуется треугольник Серпинского.

## В искусстве
- Изображения треугольника Серпинского в 1919 году стали мотивом нескольких графических произведений Георгия Нарбута, в частности эта фигура использована им при оформлении нескольких выпусков журнала «Мистецтво» (1919—1920 гг.).
- Вариации фигур на основе треугольника Серпинского использованы в интерьере синагоги Бен-Эзра, Каир, Египет
- Четыре первых итерации фрактальных треугольников Серпинского использовались в орнаментах геометрической мозаики стиля косматеско в средневековых соборах Италии (начиная с XII века)[6][7][8], арабских и персидских интерьерах[6].

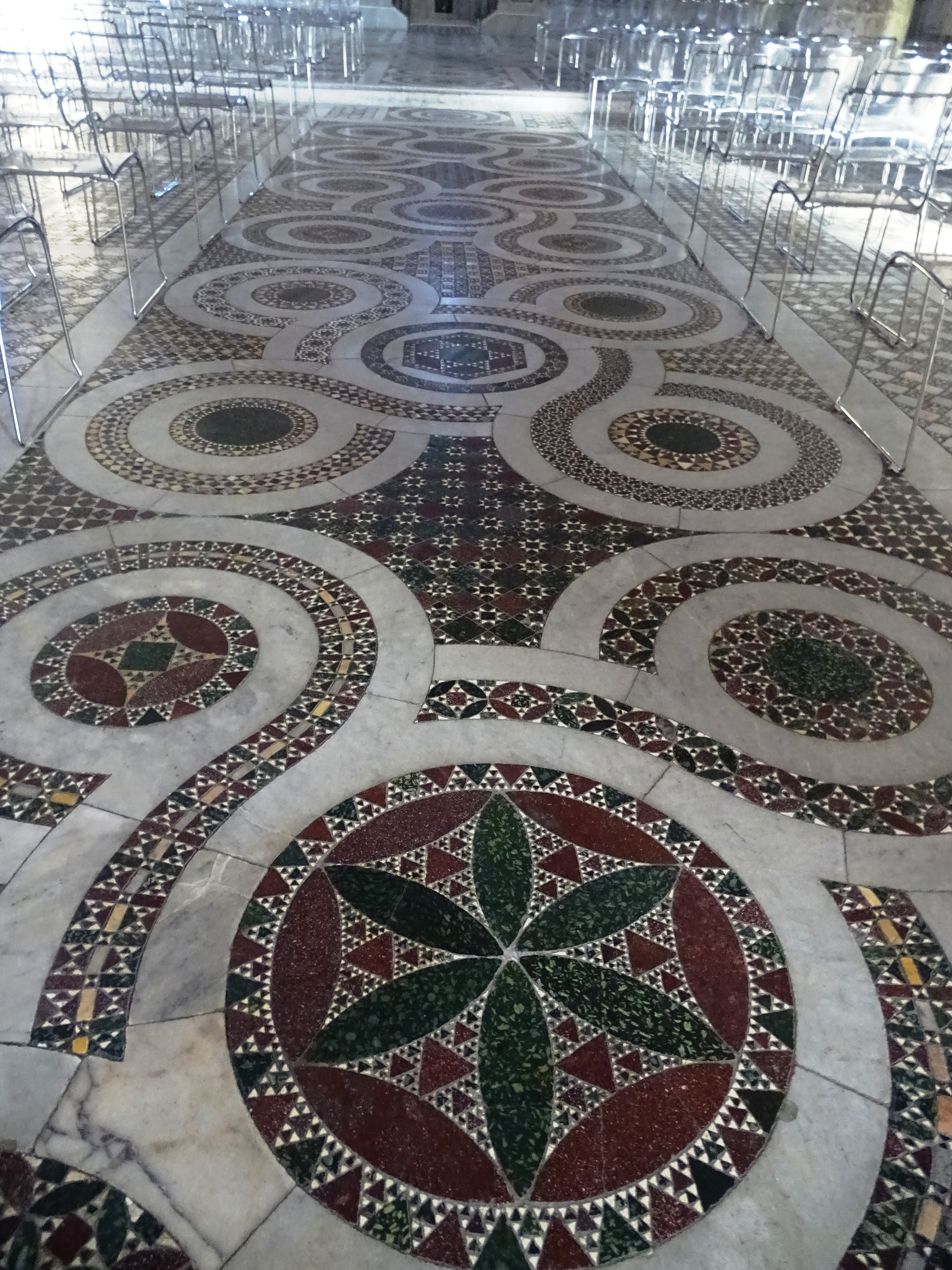
Мозаичный пол в стиле косматеско в Кафедральном соборе Св. Марии в Ананьи
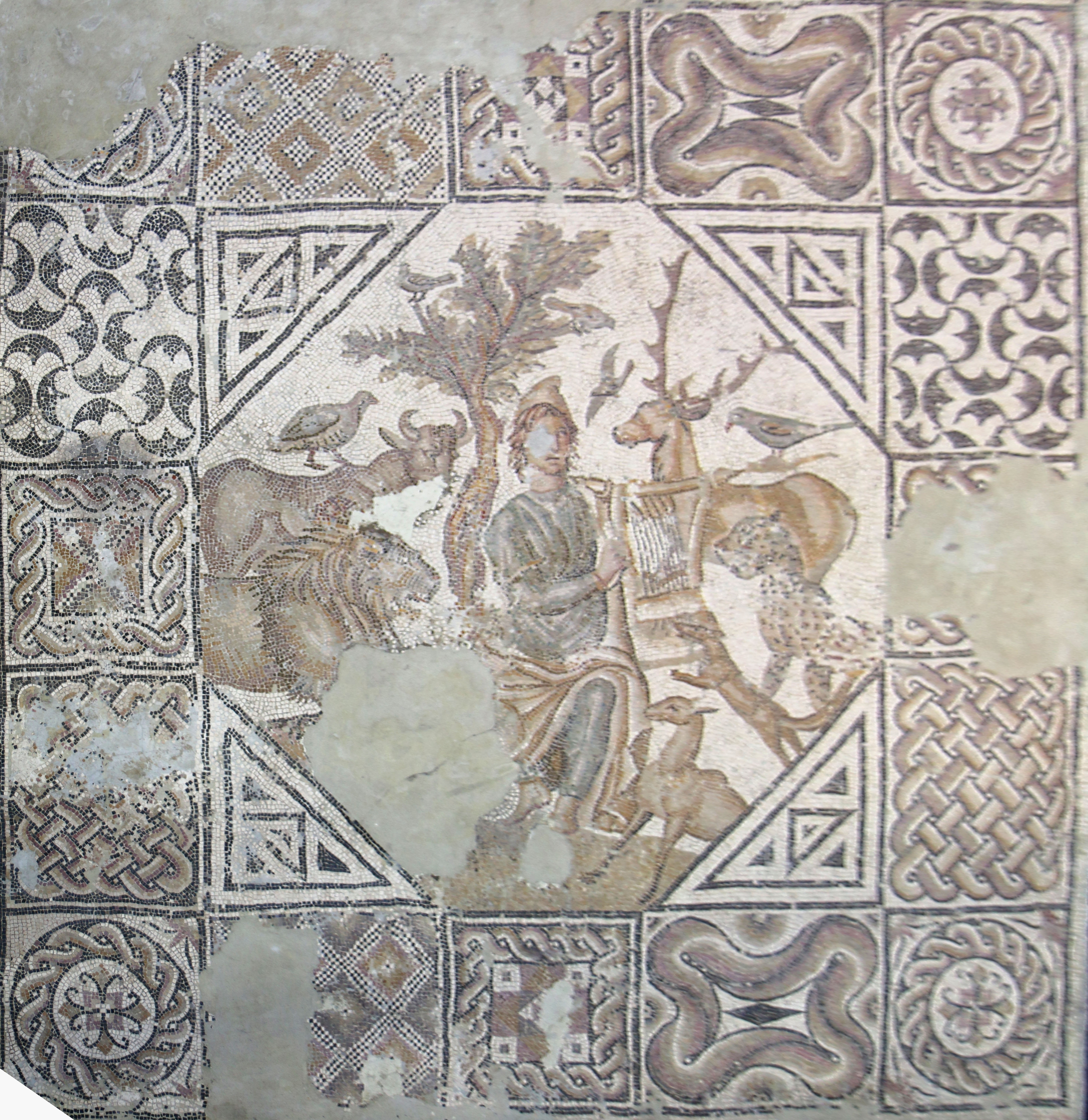
Римская мозаика 3 — 4 столетия в античном музее города Арль, Франция

## Реализации

### JavaScript (html5)

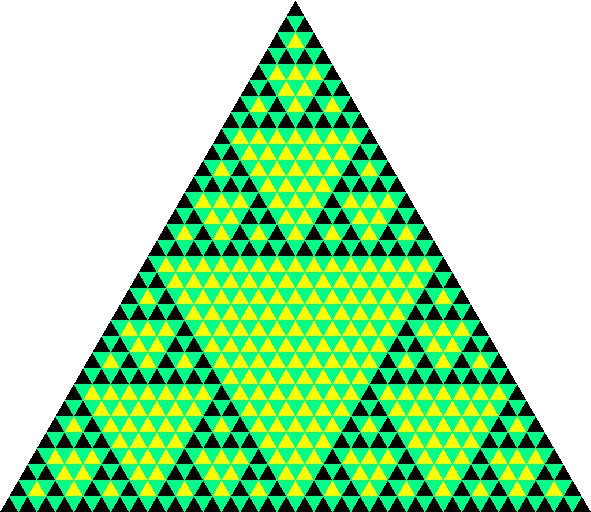
Картинка, генерируемая кодом на JavaScript

Аппроксимация квадратами
```
   
let
 
k
 
=
 
Math
.
sqrt
(
3
)
/
2
,
 
S
 
=
 
16
,
 
H
 
=
 
512
,
 
W
 
=
 
Math
.
floor
(
H
/
k
);

   
let
 
canvas
 
=
 
document
.
createElement
(
"canvas"
);

   
let
 
ctx
 
=
 
canvas
.
getContext
(
'2d'
);

   
document
.
body
.
append
(
canvas
);

   
canvas
.
width
 
=
 
W
;

   
canvas
.
height
 
=
 
H
;

   
ctx
.
fillRect
(
0
,
 
0
,
 
W
,
 
H
);

   
for
(
let
 
x
 
=
 
0
;
 
x
 
<=
 
Math
.
floor
(
W
/
2
);
 
x
++
)
 
{

        
for
(
let
 
y
 
=
 
0
;
 
y
 
<
 
H
;
 
y
++
)
 
{

             
let
 
A
 
=
 
y
,
 
a
 
=
 
A
%
S
;

             
let
 
B
 
=
 
y
/
2
+
x
*
k
,
 
b
 
=
 
B
%
S
;

             
let
 
C
 
=
 
y
/
2
-
x
*
k
,
 
c
 
=
 
C
%
S
;

             
if
(
a
 
>
 
b
 
&&
 
C
 
>
 
0
 
&&
 
B
 
>
 
0
)
 
{

                  
if
 
(
 
(
B
/
S
)
 
&
 
(
C
/
S
)
 
)
 
ctx
.
fillStyle
=
'#ff0'
;
 
else
 
ctx
.
fillStyle
=
'#000'
;

                  
}

             
else
 
if
(
a
 
<
 
b
 
&&
 
C
 
>
 
0
 
&&
 
B
 
>
 
0
)
 
ctx
.
fillStyle
=
'#0f8'
;

             
else
 
ctx
.
fillStyle
=
'#fff'
;

             
ctx
.
fillRect
(
Math
.
floor
(
W
/
2
)
-
x
,
 
y
,
 
1
,
 
1
);

             
if
 
(
x
!=
0
)
 
ctx
.
fillRect
(
Math
.
floor
(
W
/
2
)
+
x
,
 
y
,
 
1
,
 
1
);

             
}

        
}

```

#### Рекурсивный метод
```
   
const
 
depth
 
=
 
7
;

   
const
 
basecolor
 
=
 
"black"
;

   
const
 
fillcolor
 
=
 
"white"
;

   
// ain't iteration a bit nicer via timer?

   
// (calculations become smooth & async)

   
const
 
timestep
 
=
 
300
;
 
// ms

   
// define html5 canvas

   
const
 
width
 
=
 
700
;
 
// px

   
const
 
canv
 
=
 
document
.
createElement
(
"canvas"
);

   
const
 
ctx
 
=
 
canv
.
getContext
(
"2d"
);

   
// don't wish to deal with right triangles, so just re-scale canv style

   
canv
.
width
 
=
 
width
;

   
canv
.
height
 
=
 
width
;

   
canv
.
style
.
height
 
=
 
width
*
Math
.
sqrt
(
3
)
/
2
;

   
canv
.
style
.
width
 
=
 
width
;

   
document
.
body
.
append
(
canv
);

   
let
 
triangle
 
=
 
(
x
,
 
y
,
 
w
,
 
color
=
fillcolor
,
 
r
=
false
)
 
=>
 
{

        
// take square coordinates and width for simplycity

        
// also (r)otate triangle if needed, V by default

        
ctx
.
beginPath
();

        
ctx
.
moveTo
(
x
 
+
 
w
/
2
,
 
r
?
 
y
 
:
 
width
-
y
);

        
ctx
.
lineTo
(
x
 
+
 
w
,
 
r
?
 
(
w
 
+
 
y
)
 
:
 
width
-
 
(
y
 
+
 
w
)
 
);

        
ctx
.
lineTo
(
x
,
 
r
?
 
(
w
 
+
 
y
)
 
:
 
width
-
 
(
y
 
+
 
w
)
 
);

        
ctx
.
fillStyle
 
=
 
color
;

        
ctx
.
fill
();

        
ctx
.
closePath
();

        
}

   
let
 
recstep
 
=
 
(
x
,
 
y
,
 
wi
,
 
de
)
 
=>
 
{

        
if
 
(
de
 
<
 
depth
)
 
{

             
triangle
(
x
+
 
wi
/
4
,
 
y
,
 
wi
/
2
);

             
// paint the triangle in center of given square

             
// split to three squares pyramide

             
// recursively paint each square of pyramide

             
setTimeout
(()
 
=>
 
{

                  
recstep
(
x
,
 
y
,
 
wi
/
2
,
 
de
+
1
);

                  
recstep
(
x
+
wi
/
2
,
 
y
,
 
wi
/
2
,
 
de
+
1
);

                  
recstep
(
x
 
+
 
wi
/
4
,
 
y
 
+
 
wi
/
2
,
 
wi
/
2
,
 
de
+
1
);

                  
},
 
timestep
);

             
}

        
}

   
triangle
(
0
,
 
0
,
 
width
,
 
basecolor
,
 
true
);

   
recstep
(
0
,
 
0
,
 
width
,
 
0
);

```

### Построение на C#
Построение на C# в консоли с помощью треугольника Паскаля:
```
using
 
System
;

namespace
 
Serpinski
 

{
 

    
class
 
Program

    
{

        
static
 
void
 
Main
(
string
[]
 
args
)

        
{

            
Console
.
Write
(
"Power of 2: "
);

            
int
 
depth
 
=
 
Convert
.
ToInt32
(
Math
.
Pow
(
2d
,
 
Convert
.
ToDouble
(
Console
.
ReadLine
())));

            
int
[][]
 
pascaltriangle
 
=
 
new
 
int
[
depth
][];

            
for
 
(
int
 
i
 
=
 
0
;
 
i
 
<
 
pascaltriangle
.
Length
;
 
i
++
)

            
{

                
pascaltriangle
[
i
]
 
=
 
new
 
int
[
depth
];

                
for
 
(
int
 
j
 
=
 
0
;
 
j
 
<
 
pascaltriangle
[
i
].
Length
;
 
j
++
)

                    
pascaltriangle
[
i
][
j
]
 
=
 
0
;

                
pascaltriangle
[
i
][
0
]
 
=
 
1
;

                
pascaltriangle
[
i
][
i
]
 
=
 
1
;

            
}

            
for
 
(
int
 
i
 
=
 
1
;
 
i
 
<
 
pascaltriangle
.
Length
;
 
i
++
)

                
for
 
(
int
 
j
 
=
 
1
;
 
j
 
<
 
pascaltriangle
[
i
].
Length
;
 
j
++
)

                    
pascaltriangle
[
i
][
j
]
 
=
 
(
pascaltriangle
[
i
 
-
 
1
][
j
 
-
 
1
]
 
+
 
pascaltriangle
[
i
 
-
 
1
][
j
])
 
%
 
2
;

            
for
 
(
int
 
i
 
=
 
0
;
 
i
 
<
 
pascaltriangle
.
Length
;
 
i
++
)

            
{

                
for
 
(
int
 
j
 
=
 
0
;
 
j
 
<
 
pascaltriangle
[
i
].
Length
;
 
j
++
)

                    
Console
.
Write
(
pascaltriangle
[
i
][
j
]
 
==
 
1
 
?
 
"#"
 
:
 
" "
);

                
Console
.
WriteLine
();

            
}

            

            
Console
.
Write
(
"Press any key to continue..."
);

            
Console
.
ReadKey
();

        
}

    
}

}

```

## Галерея

Треугольник Серпинского
Построение итеративным методом
Построение методом хаоса
Иллюстрация свойства самоподобия (рекурсии)
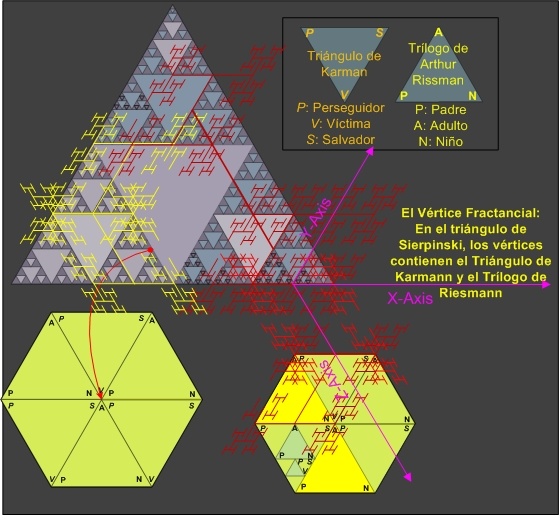